# Sam suffit
Pour plus de détails, voir Fiche technique et Distribution.
Sam suffit est un film français réalisé par Virginie Thévenet et sorti en 1992.

## Synopsis
Les tentatives d’Eva, jeune stripteaseuse foraine, pour sortir de sa marginalité et se construire une vie « normale »… 

## Fiche technique
- Titre : Sam suffit
- Réalisation : Virginie Thévenet
- Scénario : Virginie Thévenet
- Musique : Keziah Jones
- Photographie : Jean-François Robin et José Luis Alcaine
- Son : Jean-Claude Laureux et Jean-Pierre Duret
- Décors : Carlos Conti
- Costumes : Friquette Thévenet
- Montage : Luc Barnier et Catherine Renault
- Pays d’origine :  France
- Tournage à partir de mai 1991
- Extérieurs : 
  - France : Paris — Auray et Belle-Île-en-Mer dans le Morbihan
  - Espagne : Barcelone en Catalogne
- Langue de tournage : français
- Production : Edward Myerson, Michel Propper, Rachel Tabori
- Sociétés de production : Les Productions du 3e Étage (France), Canal+ (France), Victor Musical Industries
- Société de distribution : AFMD
- Format : couleur – son stéréophonique – 35 mm
- Genre : comédie dramatique
- Durée : 95 min
- Date de sortie : 
  - France : 1er avril 1992

## Distribution
- Aure Atika : Eva
- Philip Bartlett : Peter
- Jean-François Balmer : Albert
- Claude Chabrol : Monsieur Denis
- Rossy de Palma : Chichi
- Marilú Marini : Tatiana Gracchi
- Bernadette Lafont : Lucie